# Ambasada Republicii Moldova în Japonia
Ambasada Republicii Moldova în Japonia (în japoneză 駐日モルドバ大使館, în engleză Embassy of Moldova in Japan) este misiunea diplomatică a Republicii Moldova în Japonia. Sediul ambasadei se află la Tokyo, capitala Japoniei.

## Istorie
La 27 august 1991 Republica Moldova și-a proclamat independența și a ieșit din componența Uniunii Sovietice. La 28 decembrie 1991 Japonia a recunoscut independența Republicii Moldova, iar la 16 martie 1992 au fost stabilite relații diplomatice între cele două țări. Ambasada a fost înființată prin decretul președintelui Republicii Moldova nr. 1568 din 8 mai 2015 și a fost deschisă pe 8 decembrie 2015.
Primul ambasador al Republicii Moldova în Japonia a fost Vasile Bumacov, care a fost numit în această funcție de președintele Nicolae Timofti la 3 februarie 2016 și și-a prezentat scrisorile de acreditare împăratului Japoniei la 18 aprilie 2016. Inaugurarea misiunii a avut loc la 29 septembrie 2016. Ambasadorul Vasile Bumacov și-a încheiat misiunea la 11 august 2020, când a fost rechemat de președintele Igor Dodon. Activitatea Ambasadei este condusă din 8 septembrie 2020 de însărcinatul cu afaceri ad-interim Anna Vatamaniuc.

## Adresă
- Adresă: 72 Enoki-cho, Kagurazaka Enoki Building, et. 3, Shinjuku-ku, Tokyo 162-0806[11][12]
- Acces: ieșirea nr. 2 a stației Kagurazaka de pe linia de metrou Tōzai

## Ambasadori
| № | Nume            | Portret                          | Mandat               | Mandat         |
| - | --------------- | -------------------------------- | -------------------- | -------------- |
| 1 | Vasile Bumacov  | Vasile Bumacov                   | 3 februarie 2016     | 11 august 2020 |
| 2 | Dumitru Socolan | Silver - replace this image male | din 5 octombrie 2021 |                |

## Galerie

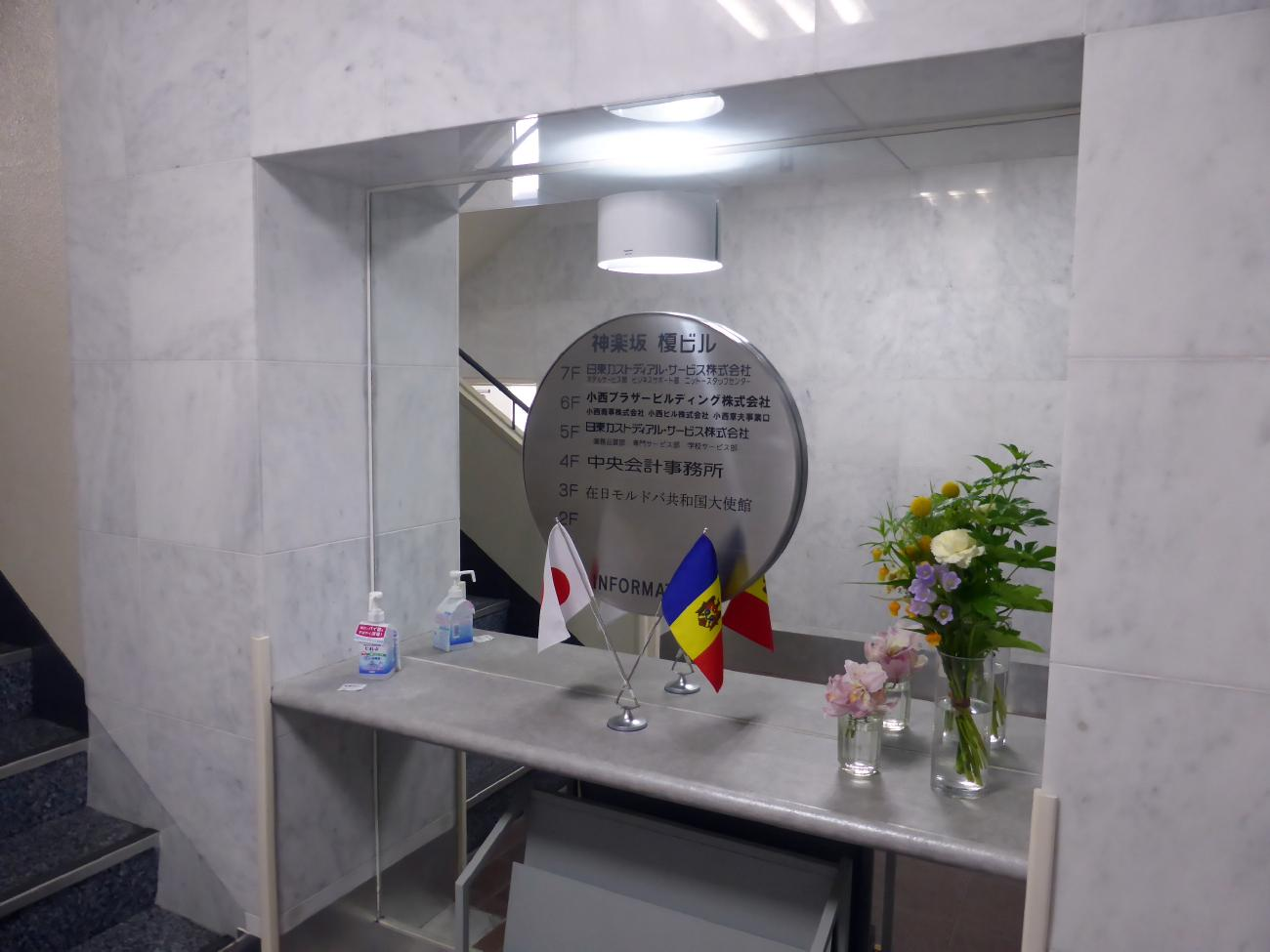
Steaguri ale ambelor țări